# Touo
Le touo est une langue papoue parlée aux Salomon par 1 870 locuteurs, au sud de Rendova, dans la Province occidentale. Elle est aussi appelée Baniata, Lokuru, Mbaniata. Ses locuteurs emploient aussi le pijin, le marovo ou le roviana.